# Lucy Saxon
Lucy Saxon est un personnage récurrent de la série télévisée britannique de science-fiction Doctor Who. Elle est l'ex épouse du Maître.

## Passé
Lucy Saxon s'appelait Lucy Cole avant de se marier au Maître et son père était Lord Cole de Traminster. Lucy a rencontré le Maître et est tombée amoureuse de lui et ils ont fini par se marier. 

## Saison 3
Lucy apparaît pour la première fois dans Que tapent les tambours où elle est aux côtés de son mari devenu premier ministre de Grande-Bretagne. Ensuite, une journaliste nommée Vivien veut la rencontrer et, malgré l'interdiction de Tish Jones, la journaliste finit par parler à Lucy. La journaliste tente d'avertir Lucy que son mari ment sur toute sa vie et qu'il pourrait mettre des gens en péril dont Lucy. Le Maitre entre alors dans la pièce et comprend ce que la journaliste tente de faire et la fait assassiner par l'un de ses Toclafane. Lorsque les Toclafane envahissent la planète Terre et tuent un dixième de la population, Lucy continue de rester aux côtés de son mari et arbore un calme à toute épreuve malgré l'horreur qui se produit par la faute d'Harold. 
Dans le dernier épisode de la saison 3 Le Dernier Seigneur du temps, un an s'est écoulé et on retrouve Lucy très fatiguée, nerveuse et battue par le Maître. Lorsque le monde a chanté Docteur, elle s'est joint à eux espérant contrer le Maître et les Toclafane. Quand le Maitre a voulu s'échapper, Lucy a saisi un pistolet et a tiré sur le Maître. Lucy l'a regardé mourir avec haine et sans aucun regret. 

## Saison 4
Lors de La Prophétie de Noël, on comprend que Lucy a été arrêtée pour le meurtre de son mari et a été placée dans la prison Broadfell. Le soir de la veille de Noël 2009, Lucy a été sortie de sa cellule et transportée au sous-sol de la prison où un groupe de serviteurs du Maître ont organisé un rituel pour le ramener à la vie. Ils ont utilisé Lucy pour ramener le Maître, et la jeune femme remarque avec horreur que le rituel marche et que le Maître est en train de se restaurer. Lucy avoua à son ex-mari qu'elle savait que ce jour arriverait, elle a donc demandé aux scientifiques de son père de créer une potion. Lucy jeta la potion sur le Maître qui créa une explosion et tua tout le monde sur son passage en détruisant la prison. Lucy mourut dans l'explosion.

## Liste des apparitions
Saison 3
- Que tapent les tambours
- Le Dernier Seigneur du temps

Saison 4
- La Prophétie de Noël